# Дугополє (Грачаць)
Дугополє (хорв. Dugopolje) — населений пункт у Хорватії, у Задарській жупанії у складі громади Грачаць.

## Населення
Населення за даними перепису 2011 року становило 20 осіб.
Динаміка чисельності населення поселення:

## Клімат
Середня річна температура становить 8,91 °C, середня максимальна – 23,38 °C, а середня мінімальна – -8,05 °C. Середня річна кількість опадів – 1150 мм.
| Клімат поселення                              | Клімат поселення | Клімат поселення | Клімат поселення | Клімат поселення | Клімат поселення | Клімат поселення | Клімат поселення | Клімат поселення | Клімат поселення | Клімат поселення | Клімат поселення | Клімат поселення | Клімат поселення |
| Показник                                      | Січ.             | Лют.             | Бер.             | Квіт.            | Трав.            | Черв.            | Лип.             | Серп.            | Вер.             | Жовт.            | Лист.            | Груд.            |                  |
| Середній максимум, °C                         | 6,32             | 7,82             | 11,54            | 15,65            | 20,08            | 23,36            | 23,38            | 22,90            | 19,12            | 14,81            | 9,56             | 4,92             |                  |
| Середня температура, °C                       | −0,87            | 0,65             | 4,34             | 8,47             | 12,91            | 16,19            | 18,46            | 18,00            | 14,21            | 9,90             | 4,62             | 0,01             |                  |
| Середній мінімум, °C                          | −8,05            | −6,54            | −2,82            | 1,30             | 5,72             | 9,01             | 13,54            | 13,06            | 9,28             | 4,98             | −0,28            | −4,91            |                  |
| Норма опадів, мм                              | 83               | 82               | 88               | 100              | 89               | 89               | 70               | 78               | 106              | 118              | 136              | 111              |                  |
| Середньомісячна швидкість вітру, м/с          | 1.68             | 1.87             | 2.13             | 2.13             | 1.94             | 1.71             | 1.69             | 1.55             | 1.62             | 1.72             | 1.84             | 1.88             |                  |
| Середньомісячна сонячна радіація, кДж/м²·день | 4834             | 7541             | 11160            | 15600            | 19500            | 21858            | 23453            | 20357            | 15127            | 9782             | 5330             | 4053             |                  |
| --------------------------------------------- | ---------------- | ---------------- | ---------------- | ---------------- | ---------------- | ---------------- | ---------------- | ---------------- | ---------------- | ---------------- | ---------------- | ---------------- | ---------------- |
| Джерело:                                      |                  |                  |                  |                  |                  |                  |                  |                  |                  |                  |                  |                  |                  |